# دانشگاه الفارابی

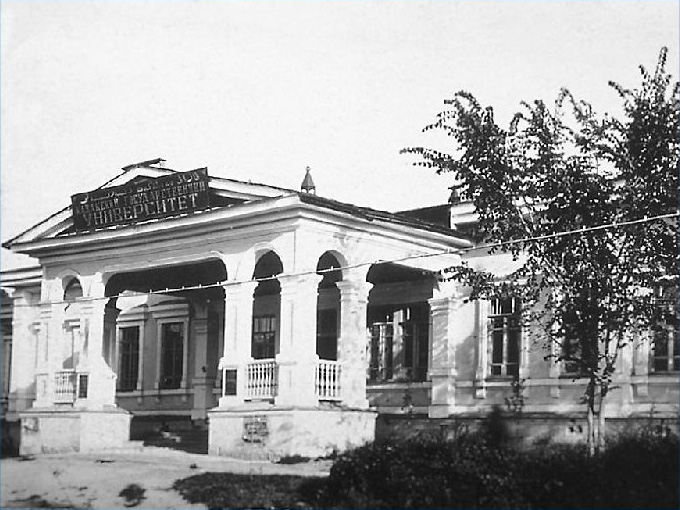
ساختمان اصلی دانشگاه در آلماتی ۱۹۳۴

با دانشگاه الفاربی بغداد اشتباه نشود.
دانشگاه ملی قزاقستان الفارابی به نام فارابی دانشمند نام‌گذاری شده‌است. این دانشگاه در آلماتی جای گرفته‌است و بزرگ‌ترین و نخستین دانشگاه کشور است.